# Les Tantes
Les Tantes sind eine zu Grenada gehörende unbewohnte Inselgruppe der Kleinen Antillen in der Karibik zwischen Grenada und dem nördlich gelegenen St. Vincent.

## Geographie
Die Inselgruppe besteht aus zwei größeren inseln, einem kleinen Felseneiland und einem halben Dutzend Felsen und Riffen. Sie liegen nordöstlich von Ronde Island und östlich von Diamond Island.